# Državna cesta D41

## Verlauf
Die Državna cesta D41 (kroatisch für Nationalstraße D41) führt von der kroatisch-ungarischen Grenze bei Gola (mit Grenzübergang nach Berzence) zunächst nach Nordwesten, knickt dann scharf nach Südwesten ab und nimmt die von Čakovec kommende Državna cesta D20 auf. Sie führt weiter in südwestlicher Richtung nach Koprivnica, wo sie die Državna cesta D2 kreuzt, und setzt sich in südwestlicher Richtung nach Križevci fort. Dort endet sie an der Državna cesta D22.
Die Länge der Straße beträgt 57,9 km.

## Geschichte
Der Freytag&Berndt Superatlas weist die Fortsetzung der Straße von Križevci über Vrbovec und Dugo Selo in den Stadtteil Sesvete der Hauptstadt Zagreb aus. Dieser Abschnitt ist ersichtlich inzwischen abgestuft.